# Astronomische Jahreszählung
Die astronomische Jahreszählung ist eine besonders bei den Astronomen übliche Jahreszählung für die Jahre vor dem Jahr 1 n. Chr.
Während in der gebräuchlichen Zählung der Jahre „vor Christus“ bzw. „vor unserer Zeitrechnung“ das Jahr, das dem Jahr 1 n. Chr. vorangeht, als Jahr 1 v. Chr. gezählt wird, wird dieses Jahr bei der astronomischen Jahreszählung als Jahr 0 bezeichnet. Die Jahre davor werden mit negativen ganzen Zahlen bezeichnet, die Zusätze „n. Chr.“ und „v. Chr.“ werden dabei nicht benutzt. Das Jahr 1 v. Chr. wird also zum Jahr 0, das Jahr 2 v. Chr. zum Jahr −1, das Jahr 3 v. Chr. zum Jahr −2 usw. 
Wie auch sonst wird bei der astronomischen Jahreszählung für Jahre nach der Kalenderreform 1582 der gregorianische Kalender verwendet, für die Jahre davor der julianische. Die Regel des julianischen Kalenders, dass alle Jahre Schaltjahre sind, die durch 4 teilbar sind, gilt mit der astronomischen Jahreszählung auch für das Jahr null und die Jahre mit negativer Jahreszahl. Zum Beispiel sind die Jahre 0 (1 v. Chr.), −4 (5 v. Chr.), −8 (9 v. Chr.) und −12 (13 v. Chr.) Schaltjahre. Bei der Zählung „vor Christus“ sind das die Jahre, deren Jahreszahl bei Division durch 4 den Rest 1 ergibt.